# Victor Matfield
Victor Matfield, wym. [ˈviktor ˈmɐtfilt] (ur. 11 maja 1977 w Pietersburgu) – południowoafrykański rugbysta. Zawodnik grającego w Currie Cup zespołu regionalnego Blue Bulls oraz występującej w lidze Super 14 drużyny Bulls. Były reprezentant Południowej Afryki. Matfield był bądź jest kapitanem wszystkich wymienionych drużyn. Powszechnie uważany za jednego z najlepszych graczy na pozycji wspieracza młyna; przez wiele lat stanowił zgrany duet z kolegą z Blue Bulls i reprezentacji – Bakkiesem Bothą.
Oprócz tego, że niemal zawsze wygrywał własne wrzuty z autu, Matfield znany jest z niezwykłych umiejętności przeszkadzania przeciwnikowi przy jego autach. Wykorzystanie tych zdolności można uznać za kamień węgielny zakończonej sukcesem w kampanii Springboks podczas Pucharu Świata w 2007 roku. Został wówczas uznany przez IRB zawodnikiem mistrzostw, a jego szybkość przy poruszaniu się po boisku skłoniła Eddiego Jonesa do wygłoszenia opinii, iż Matfield powinien startować na igrzyskach olimpijskich jako sprinter. Matfield jest bardzo silny, szczególnie jeśli chodzi o górną część ciała – jest w stanie wycisnąć na ławce 155 kg. W 2008 roku został pierwszym kapitanem drużyny międzynarodowej, który zdołał pokonać All Blacks w Nowej Zelandii od czasów Martina Johnsona w 2003 roku.

## Młodość
Dorastając, Matfield uprawiał zarówno rugby, jak i krykiet; w drugim z wymienionych sportów reprezentował nawet Far North Schools. Gdy kontuzja uniemożliwiła mu uprawianie krykieta, zdecydował się mimo tego kontynuować trenowanie rugby. W rezultacie został wybrany do juniorskiego składu Far Norths na doroczny turniej Craven Week. Następnie występował na pozycji wspieracza młyna dla Pietersburg High School. Z drużyną tą dwa razy z rzędu dostał się do turnieju Craven Week w swojej kategorii wiekowej, po czym został wybrany do seniorskiego składu Far North, gdy był w ostatniej klasie szkoły.

## Kariera juniorska
Po ukończeniu szkoły Matfield rozpoczął studia na uniwersytecie w Pretorii, gdzie dostał się do uniwersyteckiego składu do lat 21. Po niedługim czasie został zauważony i dostał propozycję dołączenia do juniorskiej drużyny Blue Bulls.
W 1997 Matfield został powołany do drużyny narodowej do lat 21, której kapitanem był wówczas Bobby Skinstad. Powołanie otrzymał również rok później.

## Kariera seniorska
Punktem zwrotnym w karierze Matfielda okazała się decyzja o opuszczeniu Blue Bulls i przejściu do Griquas w 1999 roku. W tym samym roku został wybrany do występującej w Super 12 drużyny Cats. Ruch ten pozwolił młodemu zawodnikowi na rozwinięcie się i udowodnienie swojej wartości, dzięki czemu po powrocie do Pretorii został wybrany do drużyny Bulls
Postawa Matfielda nie pozostawała niezauważona i w 2001 roku został ostatecznie powołany do seniorskiej reprezentacji Bokke, debiutując w kadrze 30 czerwca 2001 roku przeciw Włochom. Matfield pomagał przy odbudowie pozycji reprezentacji RPA w latach 2004 i 2005, w drugim z nich znajdując się w pięcioosobowym finale plebiscytu na Zawodnika Roku według IRB.
Matfield był oczywisty wyborem selekcjonera RPA podczas zwycięskiego Pucharu Świata w 2007 roku, zdobywając do tego w finale tytuł zawodnika meczu za wyśmienitą pracę w formacji autowej, a także bardzo dobrą grę w polu.
Matfielda łączono z transferem do Leicester Tigers z ligi angielskiej po Pucharze Świata w 2007 roku. Pomimo tego w czerwcu 2007 roku podpisał sześciomiesięczny kontrakt z francuskim Toulonem, do którego dołączył 1 stycznia 2008 roku. W Tulonie, którego prezydentem został ambitny Mourad Boudjellai, podpisano kontrakty z licznymi doświadczonymi zawodnikami światowego formatu, jak choćby Australijczykiem George’em Greganem, rekordzistą świata pod względem liczby występów na arenie międzynarodowej; Andrew Mehrtensem, najlepiej punktującym zawodnikiem All Blacks w historii, a na stanowisku trenera zatrudniono byłego kapitana Nowej Zelandii Tanę Umagę.
Później ujawniono, że Matfield rozważał zerwanie kontraktu z Toulonem, by w 2008 roku być dostępnym dla grającej w Super 14 ekipie Sharks. Ostatecznie doszedł z Umagą do porozumienia, zgodnie z którym Matfield miał zagrać dla Toulonu w dziewięciu kluczowych pojedynkach w styczniu i lutym 2008 roku, po czym będzie mógł wrócić do Południowej Afryki, by zagrać dla Bulls w Super 14. Jak donoszono, główną obawą Matfielda były niepodjęta decyzja Południowoafrykańskiej Unii Rugby dotycząca pozwolenia na powoływanie do kadry narodowej graczy występujących na innych kontynentach.
Matfield zdobył Currie Cup (trofeum regionalne) trzykrotnie – w roku 2002, 2004 oraz 2009. W 2003 i 2009 roku nie brał udziału w tych rozgrywkach bądź to ze względu na przygotowania reprezentacji do Pucharu Świata (za pierwszym razem), bądź też z uwagi na rezygnację (za drugim razem). W rozgrywkach Super 14 zwyciężał w latach 2007, 2009 i 2010, a w Pucharze Trzech Narodów w 2004 i 2009 roku. Z reprezentacją RPA zdobył także złoto podczas Pucharu Świata w 2007 roku. Zawodnik trzykrotnie wziął udział w pucharze świata (2003, 2007, 2011), podczas drugiego i trzeciego turnieju będąc wicekapitanem kadry.
Po meczu przeciw Walii w Cardiff 13 listopada 2010 roku Matfield wyprzedził pod względem liczby występów w drużynie Springbokke Percy’ego Montgomery (102) i jest obecnie rekordzistą w tym kryterium. W tym samym roku został również ponownie nominowany do nagrody zawodnika roku według IRB.
Karierę reprezentacyjną zakończył wraz z Johnem Smitem po przegranej w ćwierćfinale Pucharu Świata 9 października 2011 r. Matfield zasugerował, że może rozważyć karierę trenerską w Australii, prawdopodobnie z Waratahs.

## Życie prywatne
Matfield od 12 grudnia 2003 roku jest żonaty z Monją Bekker. Para ma dwie córki: Jaime (ur. w 2006 r.) i Giselle (ur. w 2009 r.).

## Osiągnięcia
- Currie Cup z Blue Bulls (2002, 2004, 2009)
- Super 14 z Bulls (2007, 2009, 2010)
- Puchar Trzech Narodów ze Springboks (2004, 2009)
- Puchar świata ze Springboks (2007)
- Miejsce w galerii sław Uniwersytetu w Pretorii (2008)[11]